# Acolasis lilacina
Coenipeta lilacina là một loài bướm đêm trong họ Erebidae.